# Marc Guéhi
Addji Keaninkin Marc-Israel Guéhi nascut el 13 de juliol de 2000) és un futbolista professional anglès que juga com a defensa central al club Crystal Palace FC i a la selecció anglesa.
Guéhi va passar pel sistema juvenil del Chelsea FC i va fer el seu debut sènior el 2019 abans de passar una temporada i mitja cedit al Swansea City AFC. Es va unir al Crystal Palace el 2021, convertint-se en el tercer fitxatge més car del club, i ha fet més de 100 aparicions al club.
Guéhi ha representat Anglaterra a nivell juvenil i va ser una part clau de la selecció guanyadora de la Copa del Món Sub-17 de la FIFA 2017. Va debutar amb l'equip sènior el 2022 i va ser convocat per disputar l'Eurocopa 2024.

## Palmarès
Anglaterra sub-17
- Copa del Món de futbol sub-17: 2017[4]
- Campionat d'Europa de Futbol sub-17 de la UEFA (finalista): 2017[5]

Individual
- Campionat d'Europa de Futbol sub-17 de la UEFA Equip del torneig: 2017[6]